# Гюрсу
Гюрсу (тур. Gürsu) — район провинции Бурса (Турция), часть города Бурса.

## История
В древности это был город Сусыгырлык. В 1931 году он был переименован в «Гюрсу». С 1991 года — часть города Бурса.

## Население
Согласно переписи 2009 года, в районе проживает 55 155 человек.

## Состав района
Район Гюрсу делится на 6 деревень и 8 кварталов.